# Roc Llop i Convalia
Roc (Roque) Llop i Convalia (Miravet, 31 décembre 1908 – Paris, 15 août 1997) était un professeur, anarchiste et poète catalan.
Il étudia le magistère à Tarragona et travailla à Vallfogona de Riucorb. Il s'installa en France après la Guerre civile espagnole, et pendant son exil, il écrivit pour la publication Terra Lliure. Il fut dans un camp de concentration nazi à Gusen-Mauthausen pendant cinq ans.

## Œuvres
- Poèmes de llum i tenebra. Choisy-le-Roi: Imprimerie des Gondoles, 1967
- Mission ratée de l'home sur terre
- Contes negres de les vores del Danubi
- Mission Ratée de l'Home sur Terre, 1979.
- Tríptic de l'amor i proses. Choisy-le-Roi: Imprimerie des Gondoles, 1986